# Stazione di San Stino di Livenza
Stazione di San Stino di Livenza vasútállomás Olaszországban, Veneto régióban, Santo Stino di Livenza településen.

## Vasútvonalak
Az állomást az alábbi vasútvonalak érintik:
- Velence–Trieszt-vasútvonal

## Kapcsolódó állomások
A vasútállomáshoz az alábbi állomások vannak a legközelebb: 
- Stazione di Lison
- Stazione di Ceggia